# Heterolaophonte stromi
Heterolaophonte stromi är en kräftdjursart som först beskrevs av Baird 1837.  Heterolaophonte stromi ingår i släktet Heterolaophonte och familjen Laophontidae. Inga underarter finns listade i Catalogue of Life.